# JV 44喷射战斗机中队
JV 44噴射戰鬥機中隊（德語：Jagdverband 44，簡稱：JV 44）是納粹德國於二戰結束前幾個月成立的一支特別空軍部隊，規模為中隊，使用的主要飛機是Me-262噴氣式戰鬥機。

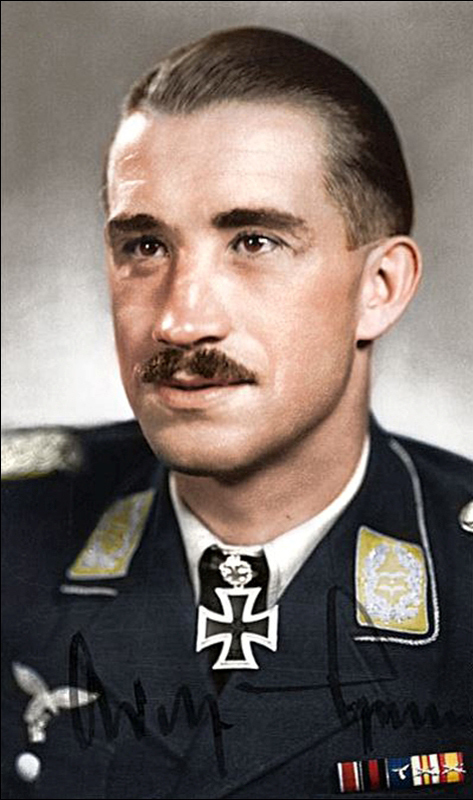
指揮官阿道夫·加蘭德將軍

JV 44中隊的指揮官是原來的德國戰鬥機總監阿道夫·加蘭德，他同時也是一位擁有103架擊墜紀錄的王牌飛行員。他由於批評德國空軍高層的指揮而被空軍元帥戈林解職，之後被指派阻立一個中隊，由支持加蘭德的前部下和原部隊被解散後的飛行員所組成。由於可以使用的飛機數量實在太少，這支部隊其實沒有起到多大作用。二戰結束後中隊就宣告解散，結束了自己短暫的歷史。